# Coppa Italia 1969-1970
La Coppa Italia 1969-1970 fu la 23ª edizione della manifestazione calcistica. Iniziò il 31 agosto 1969 e si concluse il 10 giugno 1970.
Il trofeo fu vinto dal Bologna, al suo primo titolo.
La formula ricalca quasi completamente quella dell'edizione precedente con un'eccezione: delle 9 squadre vincenti dei gironi preliminari le migliori 7 (in termini di punti e differenza reti) accedono direttamente ai quarti di finale, le rimanenti due si affrontano in uno spareggio per determinare l'ottava ammessa ai quarti
L'edizione in questione è la terza consecutiva e l'ultima finora disputata che non ha visto la disputa della finale.
Sebbene aperta alle sole formazioni di Serie A e B, la competizione vide la presenza della Casertana militante in Serie C a danno del Taranto, regolarmente iscritto nel campionato cadetto; il motivo fu che la promozione dei campani in Serie B, ottenuta nella stagione precedente, fu revocata a stagione già iniziata causando gli incidenti noti come "rivolta del pallone".

## Primo turno

### Gruppo 1
| Squadra       | P.ti | G | V | N | P | GF | GS | DR |
| ------------- | ---- | - | - | - | - | -- | -- | -- |
| 1. Fiorentina | 5    | 3 | 2 | 1 | 0 | 9  | 0  | +9 |
| 2. Bari       | 3    | 3 | 1 | 1 | 1 | 2  | 8  | -6 |
| 3. Livorno    | 2    | 3 | 0 | 2 | 1 | 1  | 2  | -1 |
| 4. Arezzo     | 2    | 3 | 0 | 2 | 1 | 0  | 2  | -2 |

| Arbitro: | Lo Bello (Siracusa) |

|  |           |                           |
|  | Marcatori | 18’ Maraschi 53’ Chiarugi |

| Arbitro: | Calì (Roma) |

|                        |           |          |
| Tonoli 3’ Toffanin 48’ | Marcatori | 80’ Fava |

| Arbitro: | Panzino (Catanzaro) |

|                                                                        |           |  |
| Maraschi 8’, 36’, 51’ Amarildo 40’ Merlo 43’ De Sisti 77’ Chiarugi 86’ | Marcatori |  |

| Viareggio 3 settembre 1969, ore 21:00 CEST 2ª giornata | Livorno                     | 0 – 0 referto | Arezzo | Stadio dei Pini \| Arbitro: \| Moretto (San Donà di Piave) \| |
| Arbitro:                                               | Moretto (San Donà di Piave) |               |        |                                                               |

| Livorno 7 settembre 1969, ore 17:00 CEST 3ª giornata | Livorno         | 0 – 0 referto | Fiorentina | Stadio Ardenza\| Arbitro: \| Lattanzi (Roma) \| |
| Arbitro:                                             | Lattanzi (Roma) |               |            |                                                 |

| Arezzo 7 settembre 1969, ore 21:00 CEST 3ª giornata | Arezzo                    | 0 – 0 referto | Bari | Stadio Comunale\| Arbitro: \| Campanini (Finale Emilia) \| |
| Arbitro:                                            | Campanini (Finale Emilia) |               |      |                                                            |

### Gruppo 2
| Squadra      | P.ti | G | V | N | P | GF | GS | DR |
| ------------ | ---- | - | - | - | - | -- | -- | -- |
| 1. Cagliari  | 5    | 3 | 2 | 1 | 0 | 6  | 2  | +4 |
| 2. Palermo   | 3    | 3 | 1 | 1 | 1 | 5  | 5  | 0  |
| 3. Catanzaro | 3    | 3 | 1 | 1 | 1 | 2  | 2  | 0  |
| 4. Catania   | 1    | 3 | 0 | 1 | 2 | 3  | 7  | -4 |

| Arbitro: | Di Tonno (Lecce) |

|  |           |                 |
|  | Marcatori | 78’ (rig.) Riva |

| Arbitro: | Acernese (Roma) |

|                                       |           |              |
| Troja 24’ Ferrari 27’, 76’ Causio 51’ | Marcatori | 47’ Bonfanti |

| Arbitro: | Gussoni (Tradate) |

|                            |           |  |
| Brugnera 42’, 62’ Riva 47’ | Marcatori |  |

| Arbitro: | Sgherri (Grosseto) |

|             |           |  |
| Aristei 55’ | Marcatori |  |

| Arbitro: | Calì (Roma) |

|                   |           |                   |
| Riva 48’ Cera 57’ | Marcatori | 80’, 90’ Reggiani |

| Arbitro: | Giunti (Arezzo) |

|             |           |             |
| Ferrari 82’ | Marcatori | 87’ Franzon |

### Gruppo 3
| Squadra   | P.ti | G | V | N | P | GF | GS | DR |
| --------- | ---- | - | - | - | - | -- | -- | -- |
| 1. Varese | 5    | 3 | 2 | 1 | 0 | 5  | 2  | +3 |
| 2. Milan  | 4    | 3 | 1 | 2 | 0 | 6  | 3  | +3 |
| 3. Verona | 3    | 3 | 1 | 1 | 1 | 5  | 5  | 0  |
| 4. Como   | 0    | 3 | 0 | 0 | 3 | 5  | 11 | -6 |

| Arbitro: | Michelotti (Parma) |

|           |           |          |
| Prati 66’ | Marcatori | 82’ Nuti |

| Arbitro: | Barbaresco (Cormons) |

|                                         |           |                                       |
| Paleari 14’ Magistrelli 47’, 86’ (rig.) | Marcatori | 6’ Bui 8’ Ferrari 26’, 61’ Traspedini |

| Arbitro: | Lazzaroni (Milano) |

|                        |           |  |
| Perego 27’ Bonatti 52’ | Marcatori |  |

| Verona 3 settembre 1969, ore 21:00 CEST 2ª giornata | Verona             | 0 – 0 referto | Milan | Stadio Marcantonio Bentegodi\| Arbitro: \| Bernardis (Latina) \| |
| Arbitro:                                            | Bernardis (Latina) |               |       |                                                                  |

| Arbitro: | De Marchi (Pordenone) |

|                              |           |                                                  |
| Magistrelli 1’ Ciclitira 82’ | Marcatori | 38’, 48’ Prati 41’ Rivera 78’ Fontana 80’ Combin |

| Arbitro: | Trono (Torino) |

|                                    |           |                   |
| Batistoni 15’ (aut.) Tamborini 83’ | Marcatori | 87’ (aut.) Morini |

### Gruppo 4
| Squadra      | P.ti | G | V | N | P | GF | GS | DR |
| ------------ | ---- | - | - | - | - | -- | -- | -- |
| 1. Inter     | 5    | 3 | 2 | 1 | 0 | 4  | 0  | +4 |
| 2. Genoa     | 3    | 3 | 1 | 1 | 1 | 3  | 5  | -2 |
| 3. Pisa      | 2    | 3 | 1 | 0 | 2 | 3  | 4  | -1 |
| 4. Sampdoria | 2    | 3 | 0 | 2 | 1 | 2  | 3  | -1 |

| Arbitro: | Sbardella (Roma) |

|              |           |             |
| Osterman 45’ | Marcatori | 69’ Benetti |

| Arbitro: | Gonella (Torino) |

|  |           |               |
|  | Marcatori | 41’ Facchetti |

| Genova 3 settembre 1969, ore 21:00 CEST 2ª giornata | Sampdoria         | 0 – 0 referto | Inter | Stadio Luigi Ferraris\| Arbitro: \| D'Agostini (Roma) \| |
| Arbitro:                                            | D'Agostini (Roma) |               |       |                                                          |

| Arbitro: | Trinchieri (Reggio Emilia) |

|                                |           |             |
| Ferrero 45’ (rig.), 48’ (rig.) | Marcatori | 76’ Piaceri |

| Arbitro: | Michelotti (Parma) |

|                                 |           |             |
| Baisi 21’ (rig.) Abbondanza 33’ | Marcatori | 78’ Benetti |

| Arbitro: | Acernese (Roma) |

|                                      |           |  |
| Corso 23’ Mazzola 33’ Boninsegna 75’ | Marcatori |  |

### Gruppo 5
| Squadra     | P.ti | G | V | N | P | GF | GS | DR |
| ----------- | ---- | - | - | - | - | -- | -- | -- |
| 1. Juventus | 4    | 3 | 1 | 2 | 0 | 4  | 2  | +2 |
| 2. Mantova  | 4    | 3 | 1 | 2 | 0 | 5  | 4  | +1 |
| 3. Atalanta | 3    | 3 | 1 | 1 | 1 | 5  | 5  | 0  |
| 4. Brescia  | 1    | 3 | 0 | 1 | 2 | 4  | 7  | -3 |

| Mantova 31 agosto 1969, ore 19:30 CEST 1ª giornata | Mantova            | 0 – 0 referto | Juventus | Stadio Danilo Martelli\| Arbitro: \| Carminati (Milano) \| |
| Arbitro:                                           | Carminati (Milano) |               |          |                                                            |

| Arbitro: | Vacchini (Milano) |

|            |           |                          |
| Simoni 62’ | Marcatori | 44’ Novellini 77’ Comini |

| Arbitro: | Barbaresco (Cormons) |

|                     |           |             |
| Mazzanti 70’ (rig.) | Marcatori | 73’ Del Sol |

| Arbitro: | Serafino (Roma) |

|                            |           |                           |
| Spelta 42’ Sanseverino 54’ | Marcatori | 27’ De Paoli 28’ D'Alessi |

| Arbitro: | Levrero (Genova) |

|                          |           |                                              |
| Cattaneo 40’ Incerti 55’ | Marcatori | 5’ (rig.), 42’ (rig.) Danova 64’ Sanseverino |

| Arbitro: | Francescon (Padova) |

|                                    |           |              |
| Leonardi 23’ Haller 70’ Furino 81’ | Marcatori | 41’ De Paoli |

### Gruppo 6
| Squadra              | P.ti | G | V | N | P | GF | GS | DR |
| -------------------- | ---- | - | - | - | - | -- | -- | -- |
| 1. Torino            | 4    | 3 | 1 | 2 | 0 | 5  | 3  | +2 |
| 2. Monza             | 4    | 3 | 1 | 2 | 0 | 3  | 2  | +1 |
| 3. Piacenza          | 4    | 3 | 1 | 2 | 0 | 2  | 1  | +1 |
| 4. Lanerossi Vicenza | 0    | 3 | 0 | 0 | 3 | 2  | 6  | -4 |

| Arbitro: | De Robbio (Torre Annunziata) |

|              |           |                      |
| Robbiati 63’ | Marcatori | 18’ (aut.) Bordignon |

| Arbitro: | Mascali (Desenzano del Garda) |

|                        |           |             |
| Achilli 6’ Lanzetti 8’ | Marcatori | 14’ Damiani |

| Arbitro: | Menegali (Roma) |

|               |           |              |
| Mondonico 32’ | Marcatori | 57’ Lanzetti |

| Arbitro: | Vacchini (Milano) |

|              |           |  |
| Ferranti 79’ | Marcatori |  |

| Arbitro: | Pieroni (Roma) |

|             |           |                                 |
| Damiani 53’ | Marcatori | 30’ Pulici 38’ Ferrini 54’ Sala |

| Monza 7 settembre 1969, ore 21:00 CEST 3ª giornata | Monza             | 0 – 0 referto | Piacenza | Stadio Gino Alfonso Sada\| Arbitro: \| Bianchi (Firenze) \| |
| Arbitro:                                           | Bianchi (Firenze) |               |          |                                                             |

### Gruppo 7
| Squadra      | P.ti | G | V | N | P | GF | GS | DR |
| ------------ | ---- | - | - | - | - | -- | -- | -- |
| 1. Foggia    | 4    | 3 | 2 | 0 | 1 | 2  | 3  | -1 |
| 2. Reggina   | 3    | 3 | 1 | 1 | 1 | 4  | 2  | +2 |
| 3. Napoli    | 3    | 3 | 1 | 1 | 1 | 4  | 3  | +1 |
| 4. Casertana | 2    | 3 | 1 | 0 | 2 | 2  | 4  | -2 |

| Arbitro: | Clerico (Chiavari) |

|          |           |  |
| Mola 15’ | Marcatori |  |

| Arbitro: | Francescon (Padova) |

|              |           |             |
| Vallongo 69’ | Marcatori | 40’ Barison |

| Arbitro: | Motta (Monza) |

|              |           |  |
| Garzelli 65’ | Marcatori |  |

| Arbitro: | Monforte (Palermo) |

|          |           |  |
| Fazzi 3’ | Marcatori |  |

| Arbitro: | Possagno (Treviso) |

|                                     |           |              |
| Canzi 13’ Monticolo 67’ Juliano 70’ | Marcatori | 40’ Ballotta |

| Arbitro: | Cantelli (Firenze) |

|                                                      |           |  |
| Perucconi 72’ Ferrario 74’ (rig.) Teneggi 79’ (aut.) | Marcatori |  |

### Gruppo 8
| Squadra    | P.ti | G | V | N | P | GF | GS | DR |
| ---------- | ---- | - | - | - | - | -- | -- | -- |
| 1. Roma    | 5    | 3 | 2 | 1 | 0 | 4  | 1  | +3 |
| 2. Perugia | 3    | 3 | 1 | 1 | 1 | 2  | 2  | 0  |
| 3. Ternana | 3    | 3 | 0 | 3 | 0 | 0  | 0  | 0  |
| 4. Lazio   | 1    | 3 | 0 | 1 | 2 | 0  | 3  | -3 |

| Arbitro: | Panzino (Catanzaro) |

|               |           |  |
| Innocenti 86’ | Marcatori |  |

| Terni 31 agosto 1969, ore 17:30 CEST 1ª giornata | Ternana          | 0 – 0 referto | Roma | Stadio Libero Liberati\| Arbitro: \| Torelli (Milano) \| |
| Arbitro:                                         | Torelli (Milano) |               |      |                                                          |

| Arbitro: | Branzoni (Pavia) |

|                      |           |           |
| Enzo 48’ Cordova 60’ | Marcatori | 69’ Nimis |

| Terni 3 settembre 1969, ore 17:30 CEST 2ª giornata | Ternana                       | 0 – 0 referto | Lazio | Stadio Libero Liberati\| Arbitro: \| Mascali (Desenzano del Garda) \| |
| Arbitro:                                           | Mascali (Desenzano del Garda) |               |       |                                                                       |

| Perugia 7 settembre 1969, ore 17:00 CEST 3ª giornata | Perugia          | 0 – 0 referto | Ternana | Stadio Santa Giuliana\| Arbitro: \| Casarin (Milano) \| |
| Arbitro:                                             | Casarin (Milano) |               |         |                                                         |

| Arbitro: | Lo Bello (Siracusa) |

|  |           |           |
|  | Marcatori | 35’ Peirò |

### Gruppo 9
| Squadra     | P.ti | G | V | N | P | GF | GS | DR |
| ----------- | ---- | - | - | - | - | -- | -- | -- |
| 1. Bologna  | 6    | 3 | 3 | 0 | 0 | 8  | 1  | +7 |
| 2. Cesena   | 3    | 3 | 1 | 1 | 1 | 2  | 3  | -1 |
| 3. Modena   | 2    | 3 | 0 | 2 | 1 | 2  | 5  | -3 |
| 4. Reggiana | 1    | 3 | 0 | 1 | 2 | 2  | 5  | -3 |

| Cesena 30 agosto 1969, ore 21:00 CEST 1ª giornata | Cesena          | 0 – 0 referto | Modena | Stadio La Fiorita\| Arbitro: \| Porcelli (Lodi) \| |
| Arbitro:                                          | Porcelli (Lodi) |               |        |                                                    |

| Arbitro: | Angonese (Mestre) |

|                         |           |  |
| Savoldi 59’ Mujesan 71’ | Marcatori |  |

| Arbitro: | Toselli (Cormons) |

|           |           |                             |
| Marmo 55’ | Marcatori | 2’, 25’ Mujesan 87’ Savoldi |

| Arbitro: | Gialluisi (Barletta) |

|                          |           |                     |
| Ragonesi 21’ Fanello 36’ | Marcatori | 3’ Roffi 14’ Ronchi |

| Arbitro: | Picasso (Chiavari) |

|  |           |                                       |
|  | Marcatori | 55’ Mujesan 66’ Perani 87’ Bulgarelli |

| Arbitro: | Beretta (Milano) |

|  |           |              |
|  | Marcatori | 27’ Ferrario |

### Spareggio
Le sette miglior vincenti dei nove gruppi accedono direttamente ai quarti di finale, mentre le altre due si sfidano per il posto rimanente. Avendo Foggia, Juventus e Torino vinto i loro rappruppamenti con il minor punteggio tra le qualificate (4 punti), la Lega ha deciso tramite sorteggio quale tra le due squadre torinesi possa accedere direttamente alla fase a eliminazione diretta,  e quale debba invece giocarsi l'accesso ai quarti di finale in uno spareggio allo stadio Flaminio di Roma contro la formazione pugliese, quella con la peggior differenza reti del lotto.
| Squadra 1  | Risultato | Squadra 2 |
| ---------- | --------- | --------- |
| 22-10-1969 |           |           |
| Juventus   | 2 - 1     | Foggia    |

| Arbitro: | Branzoni (Pavia) |

|                        |           |           |
| Zigoni 3’ Anastasi 65’ | Marcatori | 79’ Villa |

## Quarti di finale
| Squadra 1                               | Totale | Squadra 2 | Andata | Ritorno |
| --------------------------------------- | ------ | --------- | ------ | ------- |
| Andata 31-12-1969, ritorno 24/25-2-1970 |        |           |        |         |
| Roma                                    | 0 - 3  | Cagliari  | 0 - 1  | 0 - 2   |
| Fiorentina                              | 0 - 0  | Varese    | 0 - 0  | 0 - 0   |
| Inter                                   | 1 - 1  | Torino    | 1 - 0  | 0 - 1   |
| Juventus                                | 0 - 0  | Bologna   | 0 - 0  | 0 - 0   |

### Tabellini
| Arbitro: | Torelli (Milano) |

|  |           |          |
|  | Marcatori | 25’ Riva |

| Arbitro: | Giunti (Arezzo) |

|                     |           |  |
| Mancin 63’ Riva 84’ | Marcatori |  |

| Firenze 31 dicembre 1969, ore 14:30 CET Quarti di finale - Andata | Fiorentina      | 0 – 0 referto | Varese | Stadio Comunale\| Arbitro: \| Serafino (Roma) \| |
| Arbitro:                                                          | Serafino (Roma) |               |        |                                                  |

| Varese 25 febbraio 1970, ore 15:00 CET Quarti di finale - Ritorno | Varese            | 0 – 0 referto | Fiorentina | Stadio Franco Ossola\| Arbitro: \| Toselli (Cormons) \| |
| Arbitro:                                                          | Toselli (Cormons) |               |            |                                                         |

| Arbitro: | Panzino (Catanzaro) |

|                |           |  |
| Boninsegna 82’ | Marcatori |  |

| Arbitro: | Mascali (Desenzano del Garda) |

|                     |           |  |
| Moschino 70’ (rig.) | Marcatori |  |

| Torino 14 gennaio 1970, ore 14:45 CET Quarti di finale - Andata | Juventus       | 0 – 0 referto | Bologna | Stadio Comunale\| Arbitro: \| Pieroni (Roma) \| |
| Arbitro:                                                        | Pieroni (Roma) |               |         |                                                 |

| Bologna 25 febbraio 1970, ore 15:00 CET Quarti di finale - Ritorno | Bologna             | 0 – 0 referto | Juventus | Stadio Comunale\| Arbitro: \| Francescon (Padova) \| |
| Arbitro:                                                           | Francescon (Padova) |               |          |                                                      |

### Ripetizioni
| Squadra 1 | Risultato | Squadra 2  |
| --------- | --------- | ---------- |
| 8-4-1970  |           |            |
| Torino    | 3 - 2     | Inter      |
| Bologna   | 1 - 0     | Juventus   |
| Varese    | 1 - 0     | Fiorentina |

### Tabellini
| Arbitro: | Acernese (Roma) |

|                                      |           |                           |
| Mondonico 12’, 82’ (rig.) Quadri 47’ | Marcatori | 54’ Boninsegna 59’ Suárez |

| Arbitro: | Torelli (Milano) |

|            |           |  |
| Perani 82’ | Marcatori |  |

| Arbitro: | Pieroni (Roma) |

|           |           |  |
| Gorin 24’ | Marcatori |  |

## Gruppo finale
| Squadra     | P.ti | G | V | N | P | GF | GS | DR |
| ----------- | ---- | - | - | - | - | -- | -- | -- |
| 1. Bologna  | 9    | 6 | 4 | 1 | 1 | 11 | 2  | +9 |
| 2. Torino   | 8    | 6 | 4 | 0 | 2 | 9  | 7  | +2 |
| 3. Cagliari | 5    | 6 | 1 | 3 | 2 | 5  | 9  | -4 |
| 4. Varese   | 2    | 6 | 0 | 2 | 4 | 3  | 10 | -7 |

### Tabellini
| Arbitro: | Angonese (Mestre) |

|  |           |             |
|  | Marcatori | 63’ Gregori |

| Arbitro: | D'Agostini (Roma) |

|          |           |  |
| Nené 70’ | Marcatori |  |

| Bologna 13 maggio 1970, ore 21:00 CET 2ª giornata | Bologna               | 0 – 0 referto | Cagliari | Stadio Comunale\| Arbitro: \| De Marchi (Pordenone) \| |
| Arbitro:                                          | De Marchi (Pordenone) |               |          |                                                        |

| Arbitro: | De Robbio (Torre Annunziata) |

|            |           |  |
| Quadri 28’ | Marcatori |  |

| Arbitro: | Monti (Ancona) |

|            |           |              |
| Andena 37’ | Marcatori | 43’ Brugnera |

| Arbitro: | Pieroni (Roma) |

|              |           |  |
| Mondonico 5’ | Marcatori |  |

| Arbitro: | Toselli (Cormons) |

|                                                   |           |          |
| Savoldi 4’ Gregori 41’ Bulgarelli 75’ (rig.), 86’ | Marcatori | 76’ Nuti |

| Arbitro: | Carminati (Milano) |

|                                              |           |                                   |
| Ferrini 2’ Mondonico 11’ Sala 47’ Pulici 69’ | Marcatori | 18’ Brugnera 63’ (rig.), 79’ Nené |

| Arbitro: | Angonese (Mestre) |

|  |           |                                                 |
|  | Marcatori | 24’ Savoldi 60’ (aut.) Nené 70’, 85’ Bulgarelli |

| Arbitro: | Francescon (Padova) |

|  |           |                                            |
|  | Marcatori | 45’ Ferrini 82’ (rig.) Moschino 86’ Pavone |

| Cagliari 10 giugno 1970, ore 21:00 CEST 6ª giornata | Cagliari                      | 0 – 0 referto | Varese | Stadio Amsicora\| Arbitro: \| Mascali (Desenzano del Garda) \| |
| Arbitro:                                            | Mascali (Desenzano del Garda) |               |        |                                                                |

| Arbitro: | D'Agostini (Roma) |

|                  |           |  |
| Savoldi 30’, 40’ | Marcatori |  |

La formazione del Bologna nell'ultima partita del girone finale contro il Torino, decisiva per la conquista della prima Coppa Italia  della squadra emiliana:
Amos Adani
Tazio Roversi
Mario Ardizzon
Franco Cresci
Francesco Janich
Faustino Turra
Marino Perani
Giacomo Bulgarelli
Bruno Pace
Augusto Scala
Giuseppe Savoldi
Allenatore: Edmondo Fabbri 